# 171
Năm 171 là một năm trong lịch Julius. 

## Sinh
- Tư Mã Lãng, quan cuối đời Đông Hán, đầu đời Tam Quốc, anh ruột của Tư Mã Ý.